# Mikulovice, Znojmo
Mikulovice là một chợ huyện thuộc huyện Znojmo, vùng Jihomoravský, Cộng hòa Séc.